# Jean-Pierre Lémonon
Jean-Pierre Lémonon (né en 1940 à Saint-Donat-sur-l'Herbasse) est un prêtre français, théologien et exégète. C'est un spécialiste du Nouveau Testament et de l'histoire du premier siècle de l'Église.

## Biographie
Ordonné en 1966, il a enseigné la théologie à l'Université catholique de Lyon où il était doyen de la faculté de théologie. Ayant pris sa retraite en juin 2006, il a résidé ensuite à Chabeuil puis Valence dans la département de la Drôme.
Il a participé aux séries d'émissions de Gérard Mordillat et Jérôme Prieur sur la naissance du christianisme, Corpus Christi (1997-1998), puis L'Origine du christianisme (2003), qui ont suscité un grand retentissement en France et en Allemagne[réf. souhaitée] après leur première diffusion sur la chaîne Arte.

## Ouvrages publiés
- Pilate et le gouvernement de la Judée - Textes et monuments, Paris, Gabalda, coll. « Etudes bibliques », 1981  (ISBN 978-2850210037) ;
- Avec Jean Comby, Rome face à Jérusalem. Regards des auteurs grecs et latins, Paris, Cerf, coll. « Documents autour de la Bible », 1992  (ISBN 2-204-04525-X) ;
- Les Épîtres de Paul, II. Romains - Galates, Paris, Bayard, coll. « Commentaires », 1996 ;
- L'Esprit saint, Ivry-sur-Seine, L'Atelier, coll. « Tout simplement », 1998 ;
- Avec Hugues Cousin et Jean Massonnet, Le Monde où vivait Jésus, Paris, Cerf, coll. « Dictionnaires », 1998  (ISBN 9782204056861) ;
- Editeur scientifique, avec Philippe Abadie, Le Judaïsme à l'aube de l'ère chrétienne. XVIIIe congrès de l'ACFEB (Lyon, septembre 1999), Paris, Cerf, 2001 ;
- Les Débuts du christianisme, Ivry-sur-Seine, L'Atelier, coll. « Tout simplement », 2003 ;
- Les judéo-chretiens, des témoins oubliés, Cerf, coll. « Cahier Evangile, n°134 », 2006 ;
- Ponce Pilate, Ivry-sur-Seine, L'Atelier, 2007 ;
- L'Épître aux Galates, Paris, Cerf, coll. « Commentaire biblique, n°9 », 2008 ;
- Pour lire la Lettre aux Galates, Paris, Cerf et Médiaspaul, 2017 ;  (ISBN 978-2204096782) ;
- Pour lire la première lettre aux Corinthiens, Paris, Cerf, 2017 ;
- Pour lire l'évangile selon saint Jean, Paris, Cerf, 2020  (ISBN 978-2204137317) ;
- Le Christ de Paul : Paul a-t-il cru en la divinité de Jésus ?, Paris, Médiaspaul, coll. « Paul apôtre, n°8 », 2022  (ISBN 978-2712216153) ;